# José Vasconcelos
José Vasconcelos Calderón (Oaxaca, 28 februari 1882 – Mexico-Stad, 30 juni 1959) was een Mexicaans schrijver, filosoof en politicus. Vasconcelos was een van de belangrijkste twintigste-eeuwse intellectuelen. Hij droeg bij aan een nieuw intellectueel klimaat na de Mexicaanse Revolutie en hem wordt wel toegeschreven de intellectuele deconstructie van het pre-revolutionaire regime mogelijk te hebben gemaakt. Desalniettemin had hij vaak een zeer slechte verstandhouding met de regering die voortkwam uit de revolutie.
Vasconcelos studeerde rechtsgeleerdheid in Campeche en Mexico-Stad. Hij raakte betrokken bij het culturele en economische leven in de hoofdstad en ontpopte zich tot criticus van het positivisme dat populair was bij de aanhangers van president-dictator Porfirio Díaz en diens minister Justo Sierra. In 1909 richtte hij met een aantal geestverwanten het Ateneo de la Juventud Mexicana op, met als doel de academische vrijheid te waarborgen en een alternatief te bieden voor het positivisme. In 1910 sloot hij zich aan bij de revolutionairen van Francisco I. Madero die Porfirio Díaz omver wierpen. Na de omverwerping van Madero in 1913 ontvluchtte hij het land. Hij keerde korte tijd later terug nadat ook Huerta omver was geworpen waar hij betrokken raakte bij de intra-revolutionaire strubbelingen. Hij diende korte tijd als minister van onderwijs in de regering van de conventie van Aguascalientes maar toen deze werd verslagen door de constitutionalisten van Venustiano Carranza zag hij zich opnieuw gedwongen het land te ontvluchten. Vanuit zijn ballingschap bleef Vasconcelos de revolutie bekritiseren, en stelde hij dat deze na de dood van Madero vooral in handen was gekomen van charlatans die hoofdzakelijk uit eigenbelang opereerden.
Na de dood van Carranza in 1920 kon Vasconcelos terugkeren naar Mexico. Hij werd minister van onderwijs in het kabinet van Álvaro Obregón en deed veel voor de alfabetisering van de Mexicaanse bevolking. Vasconcelos gaf een groep schilders in 1922 de opdracht de muren van de "Escuela nacional preparatoria", waar tevens het Ministerie voor Openbaar Onderwijs gevestigd was, van muurschildering en te voorzien. Hij is onlosmakelijk met de muralisten verbonden. Tevens werd hij benoemd tot rector van de Nationale Autonome Universiteit van Mexico (UNAM). Vasconcelos kon echter moeilijk overweg met de seculariseringscampagne en de van boven opgelegde modernisering van Obregón en trad een aantal maanden voor het einde van zijn termijn af. Vasconcelos bekritiseerde ook Obregóns opvolger Plutarco Elías Calles.
In 1929 deed hij voor de Nationale Anti-herverkiezingspartij (PNA) een gooi naar het presidentschap waar hij het opnam tegen Pascual Ortiz Rubio van de pas door Calles opgerichte Nationaal Revolutionaire Partij (PNR). Vasconcelos was vooral populair onder studenten, stedelijke intellectuelen en conservatieve katholieken maar zijn verkiezingscampagne werd voortdurend gedwarsboomd door aanhangers van Calles. Volgens de officiële uitslag won Ortiz Rubio met een onwaarschijnlijke 93,55% van de stemmen. Vasconcelos ontvluchtte het land maar bleef vanuit de Verenigde Staten zijn pijlen richten op Calles. Een aanhanger van Vasconcelos pleegde tijdens Ortiz Rubio's inhuldiging een mislukte moordaanslag op de nieuwe president, waarvoor hij werd opgepakt en geëxecuteerd.
Vasconcelos is echter vooral bekend als filosoof van het mestizaje, het mestiezendom. Vooral zijn boek La raza cosmica uit 1925 is bekend. Volgens Vasconcelos was de wereldgeschiedenis tot nu toe bepaald door vier rassen: het blanke, het zwarte, het Aziatische en het indiaanse. In Latijns-Amerika zou echter het vijfde ras ontstaan door een vermenging van de andere, dat het beste van de andere vier rassen wist te combineren. Vasconcelos was dus voorstander van de vermenging van rassen, en faliekant tegenstander van het sociaal darwinisme. Aangezien in de Verenigde Staten, waarvan de macht volgens Vasconcelos de hoogste verwezenlijking van het blanke ras was, nauwelijks vermenging tussen rassen bestond zal dat land zich uiteindelijk te veel in zichzelf keren en ten onder gaan. Hij was een voorstander van het pan-Ibero-Amerikanisme, omdat hij vond dat de nationalismes van de verschillende Latijns-Amerikaanse landen alleen maar voor onderlinge strijd zorgden zodat dit continent onderworpen zou blijven aan de Verenigde Staten.
Hoewel hij geen voorstander van rassenpuurheid was, waren Vasconcelos' theorieën in zekere zin wel racistisch. Zo kende hij bijvoorbeeld de verschillende rassen absolute eigenschappen toe. Naarmate hij politiek meer gedesillusioneerd was werd hij steeds rechtser en kwam in fascistisch vaarwater terecht; zo beschuldigde hij Calles ervan Joods te zijn en te werken voor de internationale vrijmetselarij. In 1940 richtte hij het pro-Duitse antisemitische tijdschrift Timón op, waarin hij openlijk zijn bewondering voor het 'genie' Adolf Hitler uitsprak. Aan het eind van de Tweede Wereldoorlog was hij zo bevreesd geworden voor het communisme en atheïsme dat hij zijn toevlucht zocht in de Verenigde Staten, dat - in zijn optiek- ten minste een christelijk land was. In de laatste jaren van zijn leven werd hij zelfs een groot bewonderaar van de Verenigde Staten, wat - alweer - haaks staat op zijn eerdere opvattingen.
In het kader van een nationale verzoening kon hij terugkeren naar Mexico. In 1958 werd een van zijn aanhangers tijdens de campagne van 1929, Adolfo López Mateos, tot president gekozen, overigens wel voor de PRI, de opvolger van de PNR en inmiddels de enige politieke partij die ertoe deed. Het PRI-regime had Vasconcelos' culturele en sociale theorieën omarmd maar negeerde zijn politieke geschriften. Hij overleed in Tacubaya in 1959.
Vasconcelos' ideeën zijn lange tijd heel invloedrijk gebleven in Mexico. Zijn kritiek op het positivisme en pleidooi voor herwaardering voor metafysische, spirituele en esthetische waarden betekenden de doodsteek voor het positivisme in Mexico. Ironisch genoeg heeft juist het regime van de PRI zijn ideeën vaak aangehaald; zijn kritiek op de revolutie is in officiële kringen vaak genegeerd. De laatste tijd zijn zijn ideeën toch aan erosie onderhevig. Een vaak gehoorde kritiek op Vasconcelos is dat zijn opvatting van Mexico als mestiezennatie geen ruimte laat voor andere culturen, in het bijzonder de indianen, waarvan hij het bestaan in feite ontkent. Ook wordt wel gesteld dat vooral zijn latere denken te zeer is beïnvloed door persoonlijke wrok tegen Calles en het regime tegen de revolutie om nog serieus genomen te kunnen worden; zijn geschriften uit de periode van na 1929 hebben vaak veel weg van samenzweringstheorieën waarin hij Joden, communisten of (vooral) vrijmetselaars de schuld geeft van Mexico's problemen. Bij Mexicaans-Amerikaanse organisaties als MEChA en La Raza is hij wel nog populair.
- Bibsys: 7005168
- Biblioteca Nacional de España: XX820026
- Bibliothèque nationale de France: cb12054142n (data)
- Catàleg d'autoritats de noms i títols de Catalunya: 981058514959206706
- Gemeinsame Normdatei: 118803999
- International Standard Name Identifier: 0000 0001 2280 5609
- Library of Congress Control Number: n50014296
- Nationale Bibliotheek van Tsjechië: jx20060503007
- Nationale bibliotheek van Australië: 35578132
- Nationale Bibliotheek van Israël: 987007463277805171
- Nederlandse Thesaurus van Auteursnamen: 073755303
- SNAC: w6vv5s9n
- Système universitaire de documentation: 02877468X
- Trove: 1002030
- Virtual International Authority File: 59102568
- WorldCat: E39PBJjMybTYWyTwmB9DcmgBT3